# Pferdesportverband Saar
Der Pferdesportverband Saar e. V. ist der Dachverband für Reiten, Fahren und Voltigieren im Saarland.

Der Pferdesportverband Saar e. V. (vorher Saarländischer Reiterverband e. V.) wurde am 18. April 1959 in Illingen gegründet. Er ist Mitglied im bundesdeutschen Dachverband Deutsche Reiterliche Vereinigung (FN), hat seinen Sitz an der Landessportschule in Saarbrücken und wurde am 20. März 1962 im Saarbrücker Amtsgericht unter der Nummer 896 eingetragen. Aktuelle Präsidentin ist Heike Körner.